# Шмидхубер, Юрген
Юрген Шмидху́бер (нем. Jürgen Schmidhuber; род. 17 января 1963, Мюнхен, ФРГ) — немецкий и швейцарский учёный, специалист в области искусственного интеллекта. Является содиректором Института исследований искусственного интеллекта Далле Молле в Манно (кантон Тичино) в Южной Швейцарии.
Шмидхубер окончил Мюнхенский технический университет и с 2004 по 2009 гг занимал в родном вузе пост профессора когнитивной робототехники. В 2009 году он становится профессором искусственного интеллекта в Университете Лугано в Швейцарии.

## Работа
В 1997 году Шмидхубер и Сепп Хохрайтер опубликовали работу, описывающую рекуррентную нейронную сеть, которую авторы назвали «Долгая краткосрочная память». В 2015 году эта архитектура была использована в новой реализации распознавания речи в программном обеспечении компании Google для смартфонов.
Исследования Шмидхубера также включают в себя генерализации колмогоровской сложности и метрики «скорость важна» (Speed Prior), создание концепции Машины Гёделя.
В 2014 году Шмидхубер основал компанию Nnaisense для работы в сфере коммерческого применения технологий искусственного интеллекта в таких областях как финансы, тяжёлая промышленность и самоуправляемый автотранспорт. Сепп Хохрайтер и Яан Таллинн занимают в компании пост советников.

## Признание
В 2013 году Шмидхубер получил Приз Гельмгольца от Международного общества нейронных сетей и Награду Пионера Нейронных Сетей от Общества вычислительного интеллекта IEEE в 2016. Шмидхубер является членом Европейской академии наук и искусств.